# Résurrection (rose)
Pour les articles homonymes, voir Résurrection (homonymie).
ʽRésurrection’ est un cultivar de rosier obtenu par le rosiériste français Michel Kriloff en 1975. Ce rosier a été créé en souvenir des déportées de Ravensbrück à l'occasion des commémorations du trentième anniversaire de la libération de ce camp de concentration allemand.

## Description
Le cultivar ʽRésurrection’ est un hybride de thé issu du croisement du cultivar appelé ʽDifforme’ avec une seconde rose qui ne porte qu'un matricule. Sa dénomination variétale est KRIlexis. Elle fleurit de juin à septembre, pousse à 80 cm de haut. Son feuillage est vert brillant avec des folioles arrondies. 
Ses fleurs, de grande taille, produisent un parfum doux. La résistante rescapée de Ravensbrück, Marcelle Dudach-Roset, qui a été à l'initiative de sa création, la décrit ainsi :

« Elle naît en bouton rouge. Puis lentement s’éveille, s’entrouvre. Pétale par pétale, elle laisse filtrer ou plutôt libérer de pâles touches de soleil. Elle reste ainsi longtemps, rose d’or atténué, auréolé par le rouge du bouton floral pour s’épanouir en rose éclatant. Un rose qui aurait voulu garder du rouge primordial. »

## Histoire

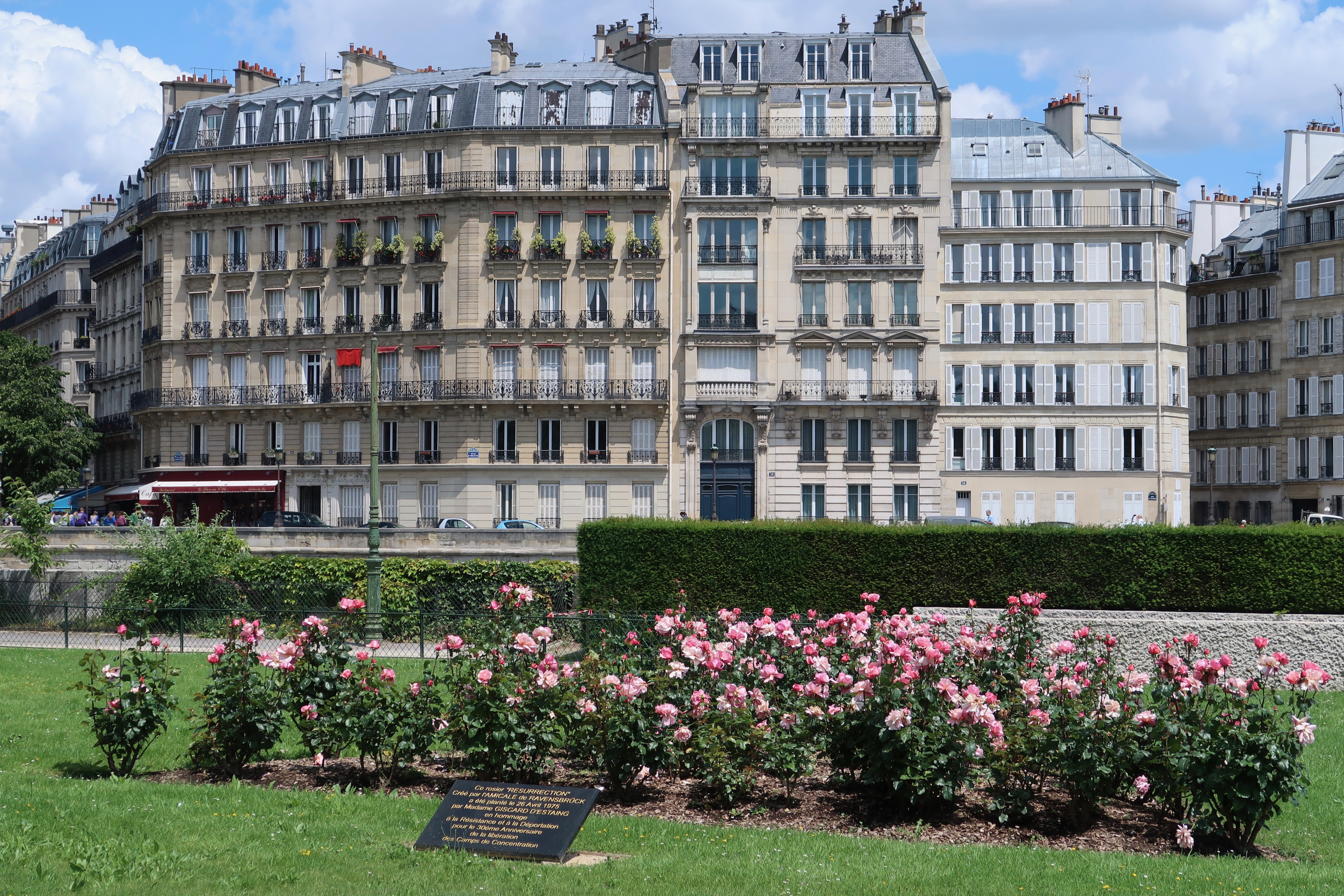
Rosiers plantés par Anne-Aymone Giscard d'Estaing dans le jardin du Mémorial des martyrs de la déportation.

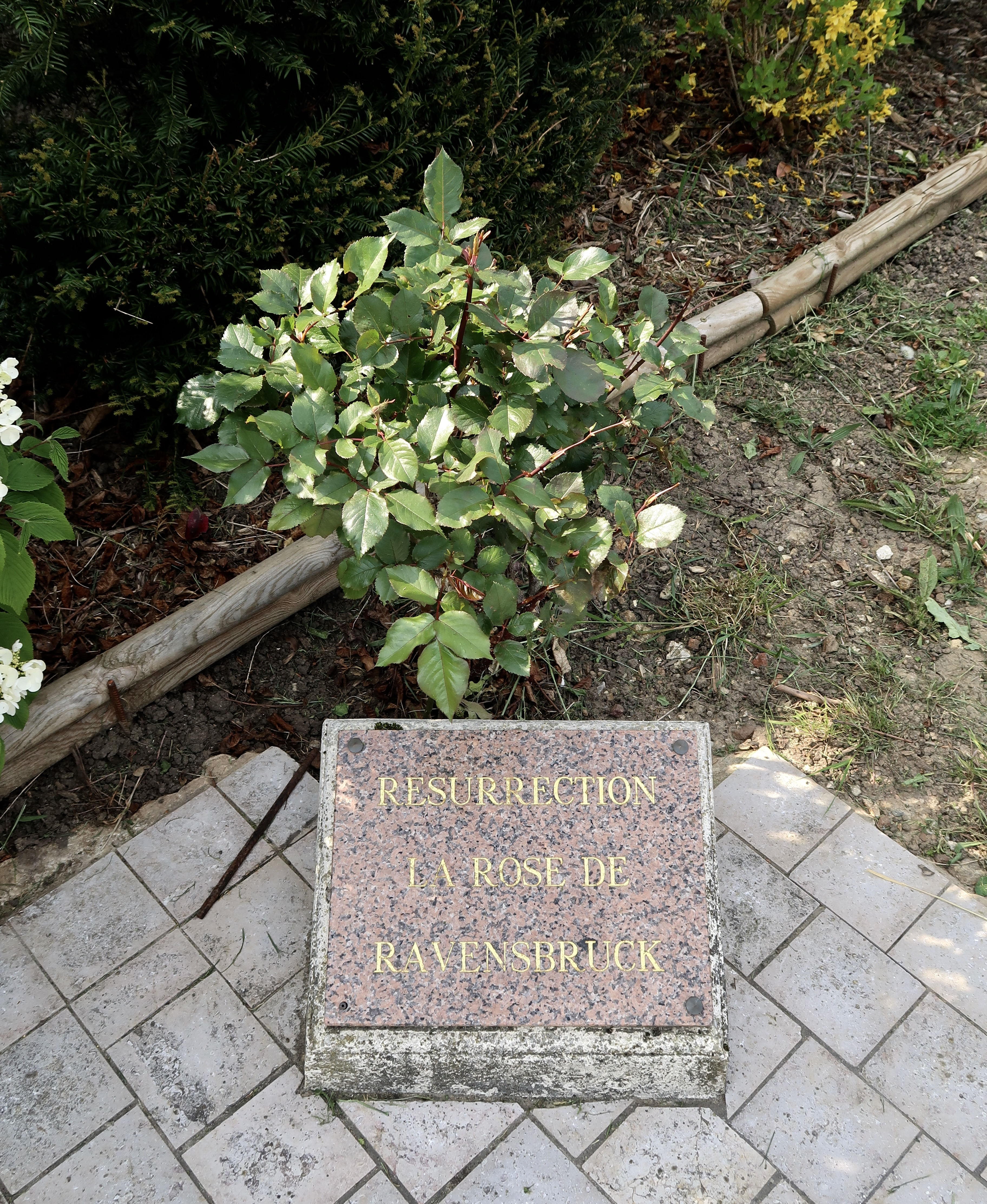
Un rosier ʽRésurrection’ planté à proximité du monument aux morts de Les Clayes-sous-Bois (Yvelines).

Dès l'ouverture du mémorial de Ravensbrück créé en 1959 sur le site de l'ancien camp de concentration, les roses tiennent une place centrale dans les cérémonies de commémoration. Elles sont déposées en fin de visite du mémorial, par les rescapés et les visiteurs, dans le lac Schwedtsee, ou les autorités nazies ont déversé les cendres du crématoire. En avril 1958, d'anciennes prisonnières de Ravensbrück originaires du village martyre de Lidice en Tchéquie plantent 150 rosiers sur l'emplacement de la fosse commune. Le  Comité international de Ravensbrück lance ensuite un appel à ses adhérentes pour compléter la plantation et plusieurs associations nationales de déportées relayent l'initiative. Des rosiers affluent donc de toute l'Europe, du Luxembourg, de Hongrie, du Danemark, d'Union soviétique.
Cependant, ces rosiers, d'origines diverses, résistent mal aux conditions locales et dépérissent. Marcelle Dudach-Roset et ses camarades de l'Amicale de Ravensbrück, une association française, ont alors l'idée de la création d'un cultivar de rosier ʽRavensbrück’ pour commémorer la libération du camp. Elles font appel au rosiériste français Michel Kriloff. Ce dernier a lui même été prisonnier de guerre en Allemagne pendant le conflit. Il a alors été ouvrier à Sangerhausen, dans la plus grande roseraie allemande.
Kriloff crée la rose ʽRésurrection’ en 1975. La Première dame de France Anne-Aymone Giscard d'Estaing plante un premier buisson du cultivar dans le jardin du Mémorial des martyrs de la déportation à Paris.
Lors du 70e anniversaire de la libération de Ravensbrück en 2015, Annette Chalut, résistante internée dans le camp et présidente du Comité international de Ravensbrück plante avec Anna Komorowska et Daniela Schadt, respectivement épouse et compagne des présidents d'Allemagne et de Pologne, des rosiers 'Résurrection' sur la fosse commune de Ravensbrück.